# Phalanta alciope
Phalanta alciope är en fjärilsart som beskrevs av Jean Baptiste Godart 1819. Phalanta alciope ingår i släktet Phalanta och familjen praktfjärilar. Inga underarter finns listade i Catalogue of Life.